# Asozialität
Asozialität ist eine Zuschreibung für Verhaltensweisen, die von gesellschaftlichen Normen abweichen und die Gesellschaft (vermeintlich oder tatsächlich) schädigen. Der Begriff ist zumeist abwertend gemeint und wird oft auch so empfunden. Im wissenschaftlichen Bereich wird neutraler von Devianz  (d. h. abweichendem, aber nicht unbedingt strafbarem Verhalten) als Oberbegriff gesprochen; in Abgrenzung zur Delinquenz.

## Begriff
Der Begriff asozial entspricht eigentlich „unsozial“ als Gegenbegriff zu „sozial“, wird jedoch in der Regel im Sinne von „antisozial“ (das heißt gemeinschaftsschädigend) verwendet. Beides sind Kunstworte aus griechisch a- („un-“) bzw. anti- („gegen-“) und lateinisch socialis („gemeinschaftlich“). „Asozial“ bezeichnet an sich ein von der anerkannten gesellschaftlichen Norm abweichendes Verhalten: Ein Individuum oder eine Gruppe verstößt durch die eigenen Handlungen gegen geltende gesellschaftliche Normen und gegen Interessen anderer Mitglieder der Gesellschaft.
Der Begriff „asozial“ wird aber auch häufig dazu missbraucht, Gruppen zu stigmatisieren, die von geforderten gesellschaftlichen Normen (zum Teil bewusst) abweichen. Der Ausdruck „Asoziale“ war hauptsächlich in der ersten Hälfte des 20. Jahrhunderts eine politisch genutzte Sammelbezeichnung für als minderwertig eingeschätzte Menschen aus der sozialen Unterschicht. Als „Asoziale“ wurden und werden teilweise bis heute insbesondere Obdachlose, Bettler, Fürsorgeempfänger, Erwerbslose, Suchtkranke (z. B. Alkoholiker), Landstreicher/Sinti und Roma, Prostituierte und andere soziale Randgruppen bezeichnet.

## Geschichte
Im Nationalsozialismus und in der DDR haben die Machthaber den Begriff „asozial“ zum Rechtsbegriff gemacht und daraus die Verfolgung von unangepassten sozialen Gruppen juristisch abgeleitet. Zur Zeit des Nationalsozialismus konnten Menschen aufgrund ihnen vorgeworfener Asozialität in Konzentrationslagern interniert werden. Der Begriff „asozial“ wurde aber bereits verwendet, bevor er sich von den Nationalsozialisten zu eigen gemacht wurde.

### Nationalsozialismus
In der Zeit des Nationalsozialismus wurden „Asoziale“ Opfer verschärfter Verfolgung. Die Aktion „Arbeitsscheu Reich“ markiert den Höhepunkt der „Asozialenverfolgung“ im Nationalsozialismus. Seit 1938 drängten die Wohlfahrtsämter die Polizeibehörden geradezu zur Verhaftung von „Asozialen“. An die Stelle der Schikanen und der Vertreibung von Bedürftigen traten ihre Erfassung und Vernichtung. Die Sozialutopie von der endgültigen Beseitigung abweichenden Verhaltens wurde in die Tat umgesetzt. Die Aktion „Arbeitsscheu Reich“ war dabei das bedeutendste Einzelereignis der NS-Politik gegen „Asoziale“. Nach dem Erlass vom 26. Januar 1938 folgten eine Gestapo-Aktion am 21. April 1938 und eine Kriminalpolizei-Aktion am 13. Juni 1938. Zirka 20.000 „Asoziale“ wurden in Konzentrationslager eingeliefert. Als „asozial“ galten Straftäter, Trinker, Prostituierte und Heimzöglinge. Sie trugen den schwarzen Winkel auf ihrer Kleidung als Kennzeichnung und standen in der KZ-Hierarchie ganz unten.

### Seit den 1960er Jahren
In den 1960ern wurde der Begriff häufig herabsetzend auf jugendliche Subkulturen wie Hippies (Gammler, Langhaarige), in den 1980ern auf Punks angewendet. Den so Bezeichneten wurde vorgeworfen, sie stellten sich außerhalb der konventionellen Gesellschaft, lebten nicht wie der „Mainstream“, seien verwahrlost und damit in unvertretbarem Maße unkultiviert.
Mit der aufkommenden Gesellschaftskritik in den 1970er und 1980er Jahren wurde deshalb in den Sozialwissenschaften versucht, den Begriff „dissozial“ einzuführen. Dieser wies darauf hin, dass Normen und das darauf bezogene Handeln relativ sind. Eine Sichtweise ist der anderen nicht überlegen. Damit war gemeint, dass bestimmte Normvorstellungen und Umgangsformen, die in einer sozialen Gruppe als normal oder der Norm entsprechend angesehen werden, es aus der Sicht einer anderen Gruppe durchaus nicht sein müssen. Sie werden auch nicht unbedingt als eine bewusste Verletzung der Normvorstellung anderer wahrgenommen. Der Begriff „dissozial“ hat sich im alltäglichen Sprachgebrauch jedoch nicht durchgesetzt.

### DDR
In der DDR konnten Personen, die nach Ansicht der staatlichen Organe „das gesellschaftliche Zusammenleben der Bürger oder die öffentliche Ordnung“ dadurch gefährdeten, dass sie sich „aus Arbeitsscheu einer geregelten Arbeit hartnäckig entzogen oder der Prostitution nachgingen oder sich auf andere unlautere Weise Mittel zum Unterhalt verschafften“, nach § 249 StGB-DDR zu Bewährungsstrafen oder Arbeitserziehung oder Haft- oder Freiheitsstrafen bis zu zwei Jahren verurteilt werden. Zusätzlich konnte auf Aufenthaltsbeschränkung nach § 51 f. StGB-DDR und auf staatliche Kontroll- und Erziehungsaufsicht erkannt werden.

### Maßnahmen in Großbritannien

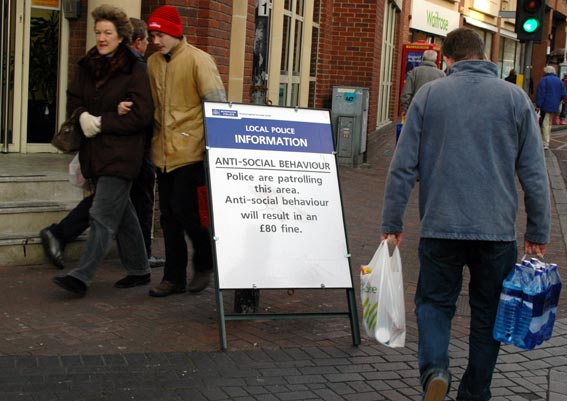
Polizeiliche Warnung vor antisozialem Verhalten im Londoner Stadtteil Richmond

Unter Anti-Social Behaviour Order (ASBO) werden in Großbritannien und Irland zivilrechtliche Maßnahmen gegen jemanden verstanden, der sich nach behördlicher Maßgabe antisozialen Verhaltens schuldig gemacht hat.
Die vom damaligen Premierminister Tony Blair 1998 erlassenen Vorschriften wurden eingeführt, um Verhalten zu sanktionieren, das nicht automatisch eine strafrechtliche Verfolgung nach sich gezogen hätte. Zu den Sanktionen gehörten Platzverweise oder andere Sanktionen galten unerwünschten Verhaltensweisen wie dem Spucken, Fluchen, Breakdancevorführen, der Graffitisprüherei oder dem öffentlichen Alkoholgenuss. Ein ASBO galt in der Jugendszene teilweise als Mutbeweis. Des Weiteren wurden Familien von Schulverweigerern angesprochen und teilweise mit Strafen bedroht. Im Juli 2010 wurde von Theresa May verkündet, die entsprechenden Vorgaben zugunsten von lokalen, gemeindeorientierten Maßnahmen reformieren zu wollen.

## Spätere Verwendung
Heute findet der Begriff im deutschen wissenschaftlichen und gesellschaftlichen Diskurs sowie in der gehobenen Umgangssprache kaum mehr Verwendung. Aufgrund seiner belasteten Geschichte gilt er vielen als problematisch, mit ungewollten Assoziationen bestückt und somit als politisch nicht korrekt. Menschen, die am unteren Rand als außerhalb der Gesellschaft stehend wahrgenommen werden, werden stattdessen oft z. B. als „Ausgegrenzte“, „sozial Schwache“ o. Ä. bezeichnet. Damit geht auch eine andere Bewertung einher: Die Ursache der Ausgegrenztheit wird nicht mehr nur beim betreffenden Individuum oder der betreffenden Gruppe gesehen, sondern auch oder vor allem in Prozessen der Gesellschaft.
Der Begriff asozial findet auch zur Kennzeichnung von allgemein gesellschaftlich destruktivem Verhalten Verwendung, beispielsweise für Menschen an der Spitze der Gesellschaft, die sich gegenüber dem Allgemeinwohl, ihren Mitarbeitern, ihren Kunden, ihren Wählern etc. unsozial verhalten. Im Zuge der Liechtensteiner Steueraffäre bezeichnete der SPD-Generalsekretär Hubertus Heil „Steuersünder“ wiederholt als „Neue Asoziale“.
Im englischen Sprachraum ist der Begriff nach wie vor im Umlauf und gilt auch als typisches Zeichen der Ära Blair unter dem Motto “Law and Order is a Labour issue” (Recht und Ordnung ist ein Thema für die britische Sozialdemokratie).

## Erklärungsversuche
Eine soziologische Erklärungsmöglichkeit für „antisoziales Verhalten“ basiert auf der Anomietheorie nach Émile Durkheim: Unter Anomie wird in diesem Fall Normlosigkeit verstanden. Eine weitere Theorie zur Erklärung „delinquenten Handelns“ ist die Theorie nach Robert K. Merton. Er sieht die Ursache abweichenden Verhaltens in der Diskrepanz zwischen den kulturellen Zielen (z. B. Status, Prestige, Materielles …), die Akteure erreichen möchten, und den ihnen dafür zur Verfügung stehenden Mitteln.
Der Psychoanalytiker August Aichhorn versuchte das Verhalten sogenannter „verwahrloster“ Jugendlicher u. a. mit deren Überich-Entwicklung zu erklären.
Aus konstruktivistischer und diskursanalytischer Sicht ist die soziale Konstruktion der „Asozialität“ durch Behörden, Politiker, Sozialwissenschaftler, Journalisten und durch den Alltagsdiskurs nicht weniger erklärungsbedürftig als das vermeintlich „asoziale“ Verhalten selbst.

## Umgangssprache
In der einfachen Umgangssprache findet der Begriff allerdings weiterhin als abwertende, diskriminierende Bezeichnung oder als Schimpfwort Verwendung. In leicht gemilderter Form fungiert hier stattdessen zum Teil auch der Begriff „Proll“: Im Gegensatz zu den Begriffen „asozial“ oder „assi“ (siehe unten), die Lebensformen und Verhaltensmuster assoziieren, die schon jenseits des in der Gesellschaft Tolerierten stehen, assoziiert „Proll“ in einer seiner Bedeutungsfacetten Lebensformen und Verhaltensweisen am äußersten unteren Rand des gesellschaftlichen Spektrums. Umgangssprachlich wird die Attributierung asozial auch für Situationen und Dinge eingesetzt, die in der ursprünglichen Bedeutung des Wortes schlicht unsinnig sind. Der Sinnbezug auf gemeinschaftliches Zusammenleben wird dabei häufig zugunsten eines Bezuges auf eine ästhetisch sehr unangenehme Erscheinung aufgegeben, die vom Verwender des Begriffs meist als peinlich, manchmal sogar als ekelerregend empfunden wird.
Im umgangssprachlichen Gebrauch werden darüber hinaus oft die Kurzformen Assi als Substantiv bzw. assi als Adjektiv benutzt. Die Substantive werden oft für Proleten, Unruhestifter usw. verwendet. Entsprechend sind die Adjektive auf asoziale Verhaltensweisen oder Gegebenheiten, auch ohne Bezug auf ein menschliches Verhalten, bezogen. Beide Wörter können auch als allgemeine Schimpfwörter verwendet werden, um Missfallen gegenüber etwas auszudrücken, wobei ähnlich wie bei Hurensohn oder beschissen die ursprüngliche Wortbedeutung, also asozial, nicht zutreffen muss.